# قرنة (القابل)
قرنة منطقة سكنية تقع في ولاية القابل، التابعة لمحافظة شمال الشرقية في سلطنة عمان. يقدر عدد سكانها بـ 4 نسمة حسب إحصاء عام 2010 التابع للمركز الوطني للإحصاء والمعلومات الحكومي. رمز المنطقة هو 90440150.

## الوصلات الخارجية
- المركز الوطني للإحصاء والمعلومات، سلطنة عمان